# 埃列娜·多布里佐尤
埃列娜·多布里佐尤（羅馬尼亞語：Elena Dobrițoiu，1957年8月29日—），旧姓拉杜（Radu），罗马尼亚女子赛艇运动员。她曾代表罗马尼亚参加1980年夏季奥林匹克运动会赛艇比赛，获得女子八人单桨有舵手铜牌。